# Maurice Sunguti
Maurice Sunguti (6 de outubro de 1977) é um ex-futebolista profissional queniano que atuava como atacante.

## Carreira
Maurice Sunguti representou o elenco da Seleção Queniana de Futebol no Campeonato Africano das Nações de 2004.